# Norbert (fumetto)
Norbert é un personaggio immaginario protagonista di una omonima serie a fumetti a strisce esordita nel 1964 e realizzata fino al 1982 da George Fett.

## Storia editoriale
La serie esordì il 29 giugno 1964 e inizialmente era incentrata sul personaggio di Sniffy ed era a questi intitolata; dopo il 1966 il personaggio di Little No-No divenne uno dei personaggi principali e la striscia venne rinominata nel 1970 Little No-No and Sniffy; alla fine il personaggio di Sniffy venne abbandonato e Little No-No si evolse in Norbert e la striscia venne così rinominata nel 1973. Dopo il ritiro di Fett (la sua ultima striscia venne pubblicata il 2 gennaio 1982), la serie venne continuata fino al 1983 da Dick Cavalli.